# Yannick Boli
Yannick Boli (Saint-Maur-des-Fossés, 13 gennaio 1988) è un ex calciatore francese naturalizzato ivoriano, di ruolo attaccante.

## Biografia
Viene da una famiglia di calciatori: oltre a lui sono stati calciatori professionisti anche gli zii Roger, e Basile, ed i cugini Yohan,, Kévin e Charles.

## Carriera
Il 15 marzo passa al Colorado Rapids.

## Statistiche

### Presenze e reti nei club
| Stagione        | Club             | Campionato      | Campionato | Campionato | Coppe nazionali | Coppe nazionali | Coppe nazionali | Coppe continentali | Coppe continentali | Coppe continentali | Supercoppe | Supercoppe | Supercoppe | Totale | Totale |
| Stagione        | Club             | Comp            | Pres       | Reti       | Comp            | Pres            | Reti            | Comp               | Pres               | Reti               | Comp       | Pres       | Reti       | Pres   | Reti   |
| --------------- | ---------------- | --------------- | ---------- | ---------- | --------------- | --------------- | --------------- | ------------------ | ------------------ | ------------------ | ---------- | ---------- | ---------- | ------ | ------ |
| 2020-2021       | Port             | TL              | 29         | 12         | CT              | 0               | 0               | -                  | -                  | -                  | -          | -          | -          | 29     | 12     |
| 2021-2022       | Chiangmai United | TL              | 16         | 4          | CT+TLC          | 1+1             | 1+1             | -                  | -                  | -                  | -          | -          | -          | 18     | 6      |
| Totale Carriera | Totale Carriera  | Totale Carriera | 45         | 16         |                 | 2               | 2               |                    | -                  | -                  |            | -          | -          | 47     | 18     |

## Palmarès

### Club

#### Competizioni nazionali
- Coppa di Francia: 1

Paris Saint-Germain: 2009-2010
- China League One: 1

Dalian Yifang: 2017

### Individuale
- Capocannoniere della Pervenstvo Futbol'noj Nacional'noj Ligi: 1

2014-2015 (15 reti)